# Melanagromyza grandilunulosa
Melanagromyza grandilunulosa är en tvåvingeart som beskrevs av Singh och Ipe 1973. Melanagromyza grandilunulosa ingår i släktet Melanagromyza och familjen minerarflugor. Inga underarter finns listade i Catalogue of Life.